# ماهی بختیاری
ماهی بختیاری (نام علمی: Iraniplectus bakhtiari) نام یک گونه از راسته چهاردندان‌سانان است.